# Starîkove, Hluhiv
Starîkove (în ucraineană Старикове) este o comună în raionul Hluhiv, regiunea Sumî, Ucraina, formată numai din satul de reședință.

## Demografie
Componența lingvistică a comunei Starîkove
     Rusă (61,79%)
     Ucraineană (38,21%)
Conform recensământului din 2001, majoritatea populației comunei Starîkove era vorbitoare de rusă (61,79%), existând în minoritate și vorbitori de ucraineană (38,21%).